# Loïc Le Ribault
Loïc Le Ribault (Vannes, 18 de abril de 1947 - 6 de junio de 2007) fue un geólogo, y ensayista francés.

## Vida
Fundó un laboratorio privado, el CARME. Montó una empresa para comercializar un producto a base de silicio orgánico, el G5, ahora fabricado en España, conocida como medicina charlatana··.

## Obras
- L’Exoscopie des quartz, Éditions Masson, Paris:1977, ISBN 9782225461231
- Microanalyse et criminalistique
- Micropolis, 1998
- Le prix d'une découverte - Lettre à mon juge, 1998
- L'Irlande, un an plus tard, 2001
- Qui a peur de Loïc Le Ribault ?ISBN 8461188047